# Vladan Radovic
Pour les articles homonymes, voir Radovic.
Vladan Radovic, né le 15 décembre 1970 à Sarajevo (Yougoslavie), est un directeur de la photographie italien.

## Biographie
Vladan Radovic naît le 15 décembre 1970 à Sarajevo, (en Bosnie-Herzégovine, à l'époque en Yougoslavie). Après le diplôme classique, il s'installe à Rome pour poursuivre sa formation à l'École nationale de cinéma du Centre expérimental de la cinématographie (Centro sperimentale di cinematografia). En 1999, il obtient un diplôme en photographie, un cours coordonné par Giuseppe Rotunno. Depuis 2003, il participe à la photographie de nombreux films et courts métrages italiens et étrangers et aussi pour diverses publicités.
Il est membre de l'Association italienne des auteurs de photographie cinématographique (AIC) et d'IMAGO.

## Filmographie

### Cinéma
- 2004 : Saimir de Francesco Munzi
- 2005 : Rouge comme le ciel de  Cristiano Bortone
- 2008 : Sonetàula de Salvatore Mereu
- 2009 : Segreti e sorelle de Francesco Jost
- 2012 : Chaque jour que Dieu fait de Paolo Virzì
- 2014 : J'arrête quand je veux de  Sydney Sibilia
- 2014 : Les Âmes noires de Francesco Munzi
- 2015 : Vierge sous serment de Laura Bispuri
- 2015 : La felicità è un sistema complesso de Gianni Zanasi
- 2016 : Folles de joie de Paolo Virzì
- 2018 : Troppa grazia de Gianni Zanasi
- 2018 : Ma fille de Laura Bispuri
- 2018 : Nuits magiques (Notti magiche) de Paolo Virzì
- 2019 : Le Traître de Marco Bellocchio
- 2021 : Il paradiso del pavone de Laura Bispuri
- 2022 : Settembre de Giulia Steigerwalt

### Télévision
- 2013 : En analyse (série télévisée)
- 2020 : Romulus (série télévisée, 10 épisodes)
- 2023 : Lidia fait sa loi

## Récompenses et distinctions
David die Donatello
- 2015 - Meilleure photographie pour Les Âmes noires
- 2017 - Nomination pour la meilleure photographie pour Folles de joie
- 2020 - Nomination pour la meilleure photographie Le Traître

Ruban d'argent
- 2015 - Nomination pour la meilleure photographie pour Les Âmes noires et Vierge sous serment

Festival international du film de Milan
- 2014 - Nomination de la meilleure photographie pour Les Âmes noires et Vierge sous serment

Ciak d'oro
- 2020 - Meilleure photographie pour Le Traître[1]